# Franklin Clark
Franklin Clark (* 2. August 1801 in Wiscasset, Lincoln County, Massachusetts; † 24. August 1874 in Brooklyn, New York) war ein US-amerikanischer Politiker. Zwischen 1847 und 1849 vertrat er den Bundesstaat Maine im US-Repräsentantenhaus.

## Werdegang
Franklin Clark wurde 1801 in Wiscasset geboren, das damals noch zu Massachusetts gehörte. Seit der Gründung Maines im Jahr 1820 liegt der Ort in diesem Staat. Clark besuchte die öffentlichen Schulen seiner Heimat und wurde später in der Holzindustrie sowie im Schiffbau tätig. Gleichzeitig schlug er als Mitglied der Demokratischen Partei eine politische Laufbahn ein. Im Jahr 1847 saß er im Senat von Maine.
Bei den Kongresswahlen des Jahres 1846 wurde Clark im vierten Wahlbezirk von Maine in das US-Repräsentantenhaus in Washington, D.C. gewählt. Dort trat er am 4. März 1847 die Nachfolge von John D. McCrate an. Bis zum 3. März 1849 absolvierte er eine Legislaturperiode im Kongress. Diese war von den Ereignissen und den Folgen des Mexikanisch-Amerikanischen Krieges bestimmt. Nach dem Krieg kamen große Gebiete im Westen und Südwesten der heutigen Vereinigten Staaten unter amerikanische Verwaltung.
Nach seiner Zeit im Repräsentantenhaus war Clark in der Holzverarbeitungsindustrie tätig. Er starb am 24. August 1874 in Brooklyn.